# Georgius Breuker

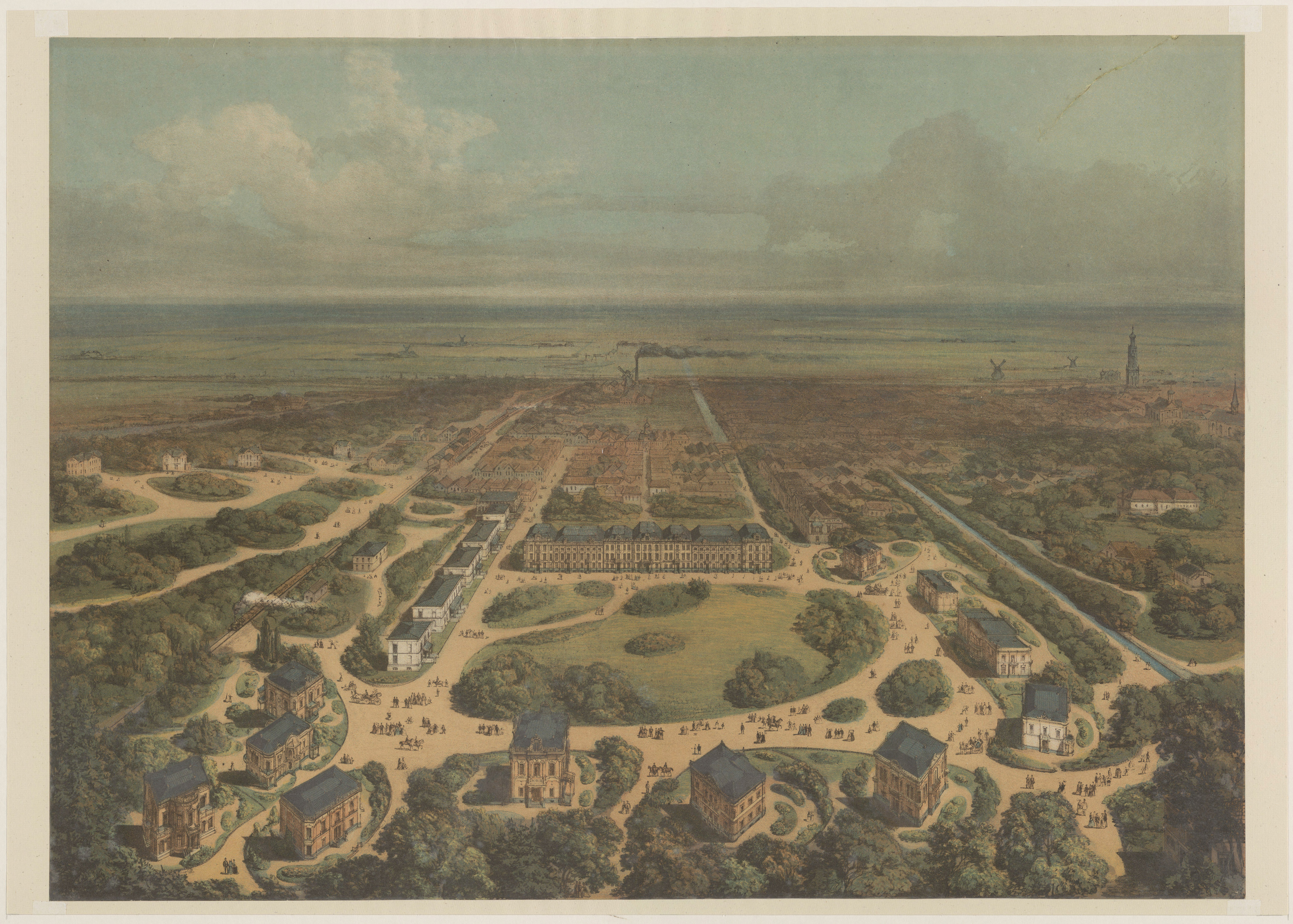
G.W. Breuker. Vogelvluchtperspectief van het Kenaupark in Haarlem met in aanbouw zijnde gebouwen en villa's. 1867.

Georgius Wilhelmus Breuker, bekend als G.W. Breuker, (Groningen, 3 maart 1828 – Antwerpen, 30 december 1878) was een Nederlands architect.
Hij was zoon van zadelmaker Wilhelmus Bernardus Breuker en naaister Maria Inden wonende in de Brugstraat, Zelf was hij als timmerman sinds 1850 (nog in Groningen) getrouwd met naaister Remmerdina Wilhelmina Brugman.
In Groningen werkte hij vanaf zijn woning aan het Schuitendiep; hij toen al timmerman en metselaar.  Het gezin trok naar Amsterdam.
Als timmerman en metselaar ontwierp hij voor de Plantage een aantal herenhuizen waarvan één complex een rijksmonument werd. Het staat op de kop van de Plantage Middenlaan, Plantage Parklaan en de Henri Polaklaan. Een kleinere versie daarvan staat aan de Plantage Middenlaan 10-12. Bekender is hij echter in Haarlem waar hij een aantal gebouwen (mee-)ontwierp aan het Kenaupark, huisnummers 15 tot en met 53. Opdrachtgever aldaar was de Nederlandsche Maatschappij voor Grondkrediet.  Voor zover bekend zijn alle door hem ontwerpen gebouwen voorzien van een pleisterlaag en gebouwd in de eclectische bouwstijl.   
Breuker werkte vanuit zijn woningen/kantoor aan de Prinsengracht en Rapenburgergracht in de Plantaadje (Plantage). In 1872 werkte hij mee aan het Pius-Monument; een nieuw gebouw ter verering van Paus Pius IX met leeszalen en vergaderruimten.  Het werd uiteindelijk de Pius-zaal in het Onze Lieve Vrouwe Gasthuis.
Hij trok naar Antwerpen, alwaar hij als schrijnwerker, in december 1878 na een kort ziekbed overleed. 